# Ход королевы (роман)
Ход королевы (англ. The Queen’s Gambit — «Ферзевый гамбит») — роман американского писателя Уолтера Тевиса 1983 года, повествующий о жизни девушки-шахматного вундеркинда. Книга написана в жанре романа воспитания и охватывает множество тем, среди которых усыновление, феминизм, шахматы, наркомания и алкоголизм. Книга была экранизирована Netflix в 2020 году в виде мини-сериала с тем же названием.

## Эпиграф
Эпиграф романа взят из «Водомерки» У. Б. Йейтса. Это стихотворение подчеркивает одну из главных проблем романа: внутреннюю работу гения в женщине. Тевис обсуждал эту тему в интервью 1983 года за год до своей смерти.

## Разработка
В интервью New York Times, опубликованном во время выхода книги, Тевис заявил, что эта история «дань уважения умным женщинам». В интервью Скотта Франка, режиссёра, во время выхода телевизионного мини-сериала Брюс Пандольфини сообщил, что Уолтер Тевис никогда не собирался ссылаться на Бобби Фишера, молодого американского шахматного вундеркинда, который, по мнению многих комментаторов, был очевидным источником вдохновения для прототипа главного героя. Фишер выиграл чемпионат мира по шахматам десятью годами ранее.
Пандольфини проконсультировался о шахматных позициях перед публикацией и предложил окончательное название книги The Queen’s Gambit — дословно «Ферзевый гамбит», в честь одноимённого шахматного дебюта. Тридцать восемь лет спустя он вернулся в качестве консультанта адаптации Netflix.

## Сюжет
В романе показана жизнь шахматного вундеркинда Бет Хармон с её детства в приюте, борьбы с транквилизаторами и алкогольной зависимостью до её триумфального восхождения к званию гроссмейстера.

## Литературное значение и приём критиков
Роман сложно классифицировать, он занимает промежуточное положение между триллером, спортивно-игровым романом и романом воспитания.

## Экранизация
В марте 2019 года Netflix заказал мини-сериал из семи эпизодов по роману, названный «Ход королевы». Аня Тейлор-Джой играет главную роль в сериале, а Скотт Фрэнк выступил сценаристом, режиссёром и исполнительным продюсером. Сериал вышел 23 октября 2020 года и вызвал всеобщее внимание и одобрение критиков.
До мини-сериала Netflix 2020 года было две неудачных попытки адаптировать книгу. В 1983 году журналист The New York Times Джесси Корнблут приобрёл права на сценарий, но проект был свёрнут после смерти Тевиса в 1984 году. В 1992 году шотландский сценарист Аллан Скотт купил права у вдовы Тевиса, но из запланированного им фильма в жанре артхаус ничего не вышло. В 2007 году Скотт работал с Хитом Леджером над режиссёрским дебютом Леджера до его смерти в январе 2008 года. Скотт был соавтором и соисполнительным продюсером сериала Netflix 2020 года.

## История публикации
- The Queen’s Gambit (англ.). — 1st ed. — New York: Random House, 1983. — 243 p. — ISBN 1-4000-3060-9. — ISBN 978-1-4000-3060-6.
- Ход королевы / Пер. с англ. О. Павловской. — М.: Издательство АСТ, 2020. — 352 с. — (Серия «Шорт-лист. Новые звёзды»). — ISBN 978-5-17-121146-2.